# Alicja Górska-Brylass
Alicja Maria Górska-Brylass (ur. 11 listopada 1933 w Orchowie, zm. 19 lipca 2011 w Toruniu) – polska biolog, specjalizująca się w cytologii i embriologii roślin.

## Życiorys
Uczęszczała do szkoły podstawowej i liceum TPD nr 1 w Szczecinie. W 1951 roku rozpoczęła studia biologiczne w Państwowej Wyższej Szkole Pedagogicznej w Łodzi, potem przyłączonej do Uniwersytetu Łódzkiego. W latach 1954–1955 pracowała w Szkole Podstawowej nr 17 w Łodzi. Studia ukończyła w 1957 roku (pod opieką Jerzego Konorskiego) i podjęła pracę w Katedrze Anatomii i Cytologii Roślin UŁ.
W 1964 roku uzyskała stopień doktora. Tematem jej rozprawy doktorskiej były Badania cytochemiczne i cytomorfologiczne ziaren i łagiewek pyłkowych, a promotorem Anna Wałek-Czernecka. Stopień doktora habilitowanego uzyskała na UŁ w 1971 roku, na podstawie rozprawy Stadium kalozowe w gametogenezie męskiej roślin wyższych.
W 1972 roku została przeniesiona służbowo na Uniwersytet Mikołaja Kopernika w Toruniu, gdzie kierowała Zakładem Cytologii Roślin i Genetyki, a także (2002-2003) Zakładem Biologii Komórki. W 1990 roku otrzymała tytuł profesora nauk przyrodniczych. Była
członkiem Komitetu Botaniki PAN (1990–1992), Komisji Mikroskopii Elektronowej Patofizjologii Komórki PAN (1991–1998), Zarządu Głównego
Polskiego Towarzystwa Biologii Komórki (od 1993) oraz Rady Naukowej Instytutu Dendrologii PAN (1991–1998). Odznaczona została m.in. Złotym Krzyżem Zasługi, Krzyżem Kawalerskim Orderu Odrodzenia Polski oraz Medalem Komisji Edukacji Narodowej.
Jej bratem był Tadeusz Górski, klimatolog, agrometeorolog, agroekolog i fotoekolog, profesor Instytutu Uprawy, Nawożenia i Gleboznawstwa w Puławach.